# 维塔利·帕拉赫内维奇
维塔利·帕拉赫内维奇（Vitaliy Parakhnevych，1969年5月4日—），已退役的塔吉克斯坦足球运动员。他在1996年之前拥有乌克兰公民身份。维塔利·帕拉赫内维奇曾入選塔吉克國家足球隊。